# Reiskirchen
Reiskirchen är en kommun och ort i Landkreis Gießen i Regierungsbezirk Gießen i förbundslandet Hessen i Tyskland.